# Thieux (Seine-et-Marne)
Thieux is een gemeente in het Franse departement Seine-et-Marne (regio Île-de-France) en telt 742 inwoners (2004). De plaats maakt deel uit van het arrondissement Meaux.

## Geografie
De oppervlakte van Thieux bedraagt 12,1 km², de bevolkingsdichtheid is 61,3 inwoners per km².

## Verkeer en vervoer
In de gemeente ligt spoorwegstation Thieux - Nantouillet.
De onderstaande kaart toont de ligging van Thieux (Seine-et-Marne) met de belangrijkste infrastructuur en aangrenzende gemeenten.

## Demografie
Onderstaande figuur toont het verloop van het inwonertal (bron: INSEE-tellingen).